# Mama Baranka
Mama Baranka is een artistiek kunstwerk in het Vondelpark in Amsterdam-Zuid, ter nagedachtenis van de dood van Kerwin Duinmeijer. Het beeld is een initiatief van Fundashon Antiano Amsterdam (Antilliaanse welzijnsstichting). De gemeente Amsterdam was bereid 75.000 gulden bij te dragen in de kosten; de andere helft moest door particulieren bijeengebracht worden. Het beeld zou uiteindelijk 120.000 gulden kosten.
Kunstenaar Nelson Carrilho kreeg na de gewelddadige dood van Kerwin Duinmeijer de opdracht om een beeld te maken. In plaats van een buste of standbeeld van Duinmeijer te maken kwam hij met zijn impressie van Mama Baranka (M'ma Aïsa, Moeder Rots, Moeder Aarde). Carrilho zag niets in een "zwarte man met zijn vuist omhoog". Hij kwam naar eigen zeggen met een ‘negervrouw’, Carrilho's persoonlijke weergave van gevoelens voor verdraagzaamheid en tegen racisme of een weergave van slachtofferschap. Hij wilde met het beeld een teken geven van waakzaamheid, rotsvastigheid en eeuwigheid in plaats van een protest tegen racisme. Vanwege de oerkracht van de vrouw/moeder in de Surinaamse of Antilliaanse cultuur vond hij het passend dat het beeld in het Vondelpark kwam te staan tussen water (vijvers), vuur (zonnestralen) en aarde (gras). Het Vondelpark werd als plaats gekozen omdat dat daar vele jongeren komen, ook uit minderheidsgroepen. De keus voor een vrouw was mede een klein protest tegen al die beelden van witte mannen die in Nederland staan/stonden. De vorm, destijds omschreven als "beeld met gaten", verwijst naar de rotsen op Curaçao. Carrilho maakte het beeld samen met Henk Lotsy. De oerkracht wordt mede gesymboliseerd doordat de vrouw afgebeeld is met beide voeten in de grond, een sokkel ontbreekt. Carrilho liet zich qua vormgeving inspireren door zijn moeder en Hille Holband (Emelie Helouise Mathilda Holband).  
Het beeld werd op 25 augustus 1984 tijdens de eerste herdenking van de dood van Duinmeijer door de broer en pleegbroer van hem in bijzijn van wethouder Tineke van den Klinkenberg onthuld. Op de sokkel staat de tekst:
Laat Amsterdam, eens bolwerk van verdraagzaamheid
de toorts van tolerantie verder dragen
omdat zijn huidskleur men niet kon verdragen
 viel hier een mensenkind uit onverdraagzaamheid.
Binnen een week na de onthulling was het beeld beklad met witte verf.
Andere beelden in Amsterdam van Carrilho zijn Dragers van verre in het Westerpark en Steve van Dorpel in het Nelson Mandelapark.